# الكونفيدرالية الجديدة

علم الولايات الكونفيدرالية الأمريكية الثالث الوطني الذي تم البدء في استخدامه في 4 مارس 1865، قبل نهاية الحرب الأهلية الأمريكية بقليل.

الكونفيدرالية الجديدة هو مصطلح يستخدمه بعض الأكاديميين والنشطاء السياسيين لوصف آراء مجموعات وأفراد متنوعين يتمتعون بنظام معتقدات إيجابي يتعلق بالتجربة التاريخية الخاصة بالولايات الكونفيدرالية الأمريكية وانفصال الجنوب وجنوب الولايات المتحدة.

## ملخص معتقدات الكونفيدرالية الجديدة
- إجلال الكونفيدرالية وجنودها — تهتم غالبية حركة الكونفيدرالية الجديدة بإعطاء الاحترام الواجب للكونفيدرالية نفسها وجنودها ومقابر جنود الكونفيدرالية، وأيضًا احترام الأعلام المختلفة للكونفيدرالية والهوية الثقافية الجنوبية.[1]
- الاقتصاد — يدعو الكونفيدراليون إلى اقتصاد السوق الحر الذي يفرض ضرائب أقل بكثير عن المفروضة حاليًا في الولايات المتحدة، والذي لا يدور حول العملات الإلزامية مثل الدولار الأمريكي.[2]
- التاريخ — ينتقد العديد من الكونفيدراليين الجدد علانية تولي أبراهام لينكون للرئاسة بدرجات متفاوتة، وكذلك ينتقدون عصر إعادة الإعمار. ولقد كتب العديد من المؤلفين كتابات نقدية عن لينكون والاتحاد. ولا يتم الدفاع عن العبودية أبدًا في أي من هذه الكتابات، ولكن يتم عادة نفي أنها كانت السبب الرئيسي وراء الحرب الأهلية الأمريكية. وعادةً ما يتهم النقاد الكونفيدراليين الجدد «بتحريف التاريخ» والتصرف «كمدافعين».[3]
- حركة الحقوق المدنية — تقول المؤرخة نانسي ماكلين أن الكونفيدراليين الجدد يستخدمون تاريخ الكونفيدرالية لتبرير معارضتهم لحركة الحقوق المدنية في الخمسينيات والستينيات من القرن العشرين.[4] ويكتب المؤرخ دايفيد بلايت إن الكونفيدراليين الحاليين «مدفوعين بشكل كبير برغبة المؤمنين بسيادة العرق الأبيض الحاليين في إعادة شرعية الكونفيدرالية، والذين يرفضون ضمنيًا انتصارات حركة الحقوق المدنية».[5]
- الكونفيدراليون الأمريكيون من أصل إفريقي — يلاحظ الكتاب مقتطفات من الكونفيدرالية والكونفيدرالية الجديدة (The Confederate and Neo-Confederate Reader) أنه قبيل نهاية القرن العشرين، زعم الكونفيدراليون الجدد، لكي يدعموا فكرة أن الحرب الأهلية لم تشن بسبب العبودية، أن «الآلاف من الأمريكيين من أصل إفريقي خدموا في جيش الكونفيدرالية». ولقد ذكر في منشور الكونفيدرالية الجديدة، جنود الكونفيدرالية (Confederate Veteran)، عام 1992 إن «غالبية الأمريكيين من أصل إفريقي أثناء الحرب بين الولايات قاموا بدعم قضية استقلال الجنوب والدفاع عنها بالمقاومة المسلحة».[6] ويقول المؤرخ بروس ليفين إن «إصرار [» الكونفيدراليون الجدد«] على الاحتفال هذه الأيام بانتماء بعض الأمريكيين من الأفارقة إليهم يهدف إلى إجازة الادعاء بأن الحرب لم تشن أبدًا [الخط المائل في النص الأصلي] للحفاظ على العبودية، وإنما الولاء للجنوب أو الحكم الذاتي للجنوب أو ثقافة الجنوب أو حقوق الولايات—بدلاً من أجل العبودية وسيادة العرق الأبيض—هي الأمور التي أشعلت جهود الحرب في الجنوب».[7]
- الثقافة — إن العديد من الكونفيدراليين الجدد يروجون لثقافة مسيحية بوضوح. فهم يدعمون، على سبيل المثال، التعبير العلني عن المسيحية مثل النصب التذكارية «للوصايا العشر» وإظهار الصليب المسيحي.[8] إن غالبية الكونفيدراليون الجدد يدعمون بشدة حق اقتناء الأسلحة وحملها، والذي نص عليه في كل من دستور الولايات المتحدة ودستور الولايات الكونفيدرالية. وهم بشكل عام يعارضون الهجرة غير الشرعية للجنسيات الأجنبية إلى الولايات الجنوبية.[9] وينظر بعض الكونفيدراليون الجدد إلى الحرب الأهلية على أنها كانت صراع بين الشمال العلماني والجنوب المسيحي.[10] ويعتقد البعض منهم في نظرية انحدار سكان الجنوب من الشعوب الإنجليزية والكلتية.[11]
- انفصال الجنوب — يدعو علانية العديد من الكونفيدراليين الجدد انفصال الولايات والمناطق الجنوبية التي شكلت الولايات الكونفيدرالية الأمريكية القديمة. فيروج حلف الجنوب، على سبيل المثال، إلى «استقلال سكان الجنوب» عن «الإمبراطورية الأمريكية».[2] لا تسعى غالبية مجموعات الكونفيدرالية الجديدة إلى القيام بثورة عنيفة ولكن تهدف إلى انفصال نظامي، مثلما حدث في تقسيم تشيكوسلوفاكيا.[12] حيث تم الاتفاق، في القانون الدستوري رقم 542، والذي صدر في 25 نوفمبر، على تقسيم تشيكوسلوفاكيا بدءًا من 31 ديسمبر 1992.[12] ولقد استعدت العديد من المجموعات الكونفيدرالية الجديدة لما ينظرون إليه على أنه الانهيار المحتمل للولايات المتحدة الفيدرالية وانقسامها إلى 50 ولاية منفصلة، مثلما انهار الاتحاد السوفيتي، ويعتقدون في إمكانية إحياء الكونفيدرالية عندئذ.

يعتبر العديد من الأشخاص مصطلح «الكونفيدرالي الجديد» [صفة سياسية ازدرائية واستخدمها لوصف بعض المجموعات والأشخاص المحددين قد تسبب في خلق جدل. ولكن لا يتجنب الجميع استخدام المصطلح. يقول آل بينسون، الابن، الرئيس السابق لحزب استقلال الجنوب أنه، «جزءٌ مما يطلق عليه موريس دييز» حركة الكونفيدرالية الجديدة"".

### الكونفيدراليون الجدد والتحررية
يؤكد المؤرخ دانيل فيلر إن الكتاب التحرريين توماس دي لورينزو وتشارلز آدمز وجيفري روجرز هامل قد انتجوا «الاتحاد بين الكونفيدراليين الجدد والتحررية». وعلى الرغم من وجود تباين ملحوظ («كيف يمكن لمحب الحرية الدفاع عن العبودية؟»)، يكتب فيلر:
وبدوره قام هامل في عرضه لكتاب «الدليل غير الصحيح سياسيًا للتاريخ الأمريكي» (The Politically Incorrect Guide to American History) للكاتب التحرري توماس أي وودز، الابن بالإشارة إلى أعمال لكل من دي لورينزو وآدامز على أنها «كتب غير متقنة حول الكونفيدرالية الجديدة». فيقول هامل، عن وودز، إن العنصرين الرئيسيين للكونفيدرالية الجديدة في عمل وودز هما: تأكيده على حق الانفصال القانوني في أثناء تجاهله لحق الانفصال المعنوي وفشله في الاعتراف بأهمية العبودية في الحرب الأهلية. فيكتب هامل:
كما ينتقد هامل «تأييد وودز للكونفيدرالية الجديدة» في فصله عن إعادة الإعمار. وكان أفظع جزء هو «دفاعه عن دساتير السود التي تبنتها ولايات الجنوب بعد الحرب الأهلية على الفور». ولقد شكل اعتماد وودز على عمل سابق عن الكونفيدرالية الجديدة، كتاب «قصة إعادة الإعمار» (The Story of Reconstruction) للكاتب روبرت سيلف هنري عام 1938، جزءًا من المشكلة.

## تاريخ المصطلح
لقد استخدم جايمس ماكفرسون المصطلح «اللجان التاريخية الكونفيدرالية الجديدة» في وصفه للجهود التي استمرت من 1890 إلى 1930 لإدخال تعديلات على الكتب المدرسية لعرض نسخة من أحداث الحرب الأهلية والتي سيكتبها ماكفرسون والتي تتضمن أن انفصال الجنوب لم يكن تمردًا وأن الكونفيدرالية لم تحارب من أجل إبقاء العبودية وأنه تم هزيمة جنود الكونفيدرالية نتيجة للموارد والأعداد الهائلة التي كانوا يواجهونها. واستخدمت المؤرخة نانسي ماكلين مصطلح «الكونفيدرالية الجديدة» للإشارة إلى المجموعات اليمينية التي تشكلت في الخمسينات من القرن العشرين لمقاومة أحكام المحكمة العليا التي طالبت بالدمج العرقي. واستخدم ريتشارد كوين، محرر مجلة ساذرن بارتيزان والشريك في ملكيتها، عندما أشار إلى ريتشارد تي هاينز، الذي كان يكتب في مجلة ساذرن بارتيزان والعضو في إدارة الرئيس ريجان، بوصفه «من أول الكونفيدراليين الجدد الذين قاوموا جهود الملحدين الذين أرادوا خفض علم الكونفيدرالية». وربما يكون ذلك أول استخدام لمصطلح «الكونفيدرالي الجديد» في مجلة ساذرن بارتيزان.
إن هذا التعريف لا يقبله بالضرورة الكونفيدراليون الجدد، على الرغم من أن ميل برادفورد، والذي كان شخصية بارزة في حركة الكونفيدرالية الجديدة وكاتب معتاد في مجلة ساذرن بارتيزان منذ تأسيسها، قد أطلق على أحد كتبه عنوان حتمية الرجعية: مقالات أدبية وسياسية (The Reactionary Imperative: Essays Literary and Political).
وتم استخدام المصطلح مرة أخرى في عام 1954. ففي استعراض أحد الكتب، كتب ليونارد ليفي الفائز بجائزة بوليتزر في التاريخ لعام 1968، إن «جهل مشابه بالقضية الأخلاقية للعبودية، بالإضافة إلى الاستياء تجاه نهوض الصناعة الحديثة والسوداء تسببت في القول بأن كل من فيليبس ورامسديل وأوسلي ينتمون إلى الكونفيدرالية الجديدة».

## نقد المصطلح
يرفض بعض الأفراد الذين يطلق عليهم «الكونفيدراليون الجدد» هذا المصطلح. حيث يشعرون أنه غالبًا ما يستخدم كوصف ازدرائي للأفراد الذين لهم آراء مساندة للتاريخ الجنوبي (وخاصة فيما يتعلق بالحرب الأهلية الأمريكية والعبودية) وآراء حول الحرب الأهلية تتعارض مع المنظور التاريخي السائد. كما يستخدم أيضًا في بعض الأحيان لانتقاد الأفراد الذين يرددون انتقادات مجموعة كوبرهيد للرئيس أبراهام لينكون وإعلان تحرير العبيد.
وهناك مؤرخون يقولون بأن المناخ الأكاديمي الحالي يجعل من المستحيل لأي فرد مناقشة القضايا التي تنظر لأي جزء من ثقافة الجنوب التقليدية أو تاريخه بشكل إيجابي دون أن يطلق عليه هذه الصفة.
فيوضح جاري دبليو جالاجر، مؤلف «الحرب الكونفيدرالية»، الأمر بالشكل التالي:

"إن أي مؤرخ يقول بأن الأشخاص المنتمون إلى الكونفيدرالية أظهروا تفان لجمهوريتهم المعتمدة على العبيد وكانت لديهم مشاعر المجتمع الوطني وضحوا أكثر من أي قطاع آخر في المجتمع الأبيض في تاريخ الولايات المتحدة، يخاطر بأن يوصف بكونه كونفيدراليًا جديدًا. وبما إن أصولي من لوس أنجلوس ونشأت في مزرعة في جنوب كولورادو، فيمكنني القول بأنني لم أتعرض لأي دفاع مناصر للكونفيدرالية أثناء سنوات التكوين في طفولتي. وبالإضافة إلى ذلك، لا لم يحارب أي من أجدادي في الحرب، وهي حقيقة أسفت بشأنها عندما كنت طفلاً يقرأ تلك الكتب بقلم بروس كاتون ودوجلاس ساوث هال فريمان ويرغب بشدة في أن يكون له علاقة مباشرة بتك الأحداث التي سحرتني. ولقد تتبعت المصادر للوصول إلى استنتاجاتي. وعلى الرغم من أن تأكيداتي وتكهناتي نتجت عن جهود لمحاولة فهم التجربة الكونفيدرالية عبر أفعال وكلمات الأشخاص الذين خاضوا التجربة ذاتها، فإن تلك التأكيدات والتخمينات عرضة للنقد بالتأكيد.

## نقد الكونفيدرالية الجديدة
يذكر مركز قانون فقر الجنوب (SPLC)، وهو منظمة خاصة يرأسها موريس دييز، «حركة الكونفيدرالية الجديدة» دائمًا بشكل انتقادي. ففي عام 2000، وفي تقرير خاص أعده مارك بوتوك من مركز قانون فقر الجنوب ونشر في مجلة المركز، التقرير الاستخباري (Intelligence Report)، تم وصف عدد من المجموعات بصورة انتقادية على أنها «تابعة للكونفيدرالية الجديدة». وتركز مقالة «إعادة تصوير لينكون» (Lincoln Reconstructed) التي نشرت في مجلة التقرير الاستخباري (Intelligence Report) عام 2003 على التيار النامي في الجنوب لتشويه صورة أبراهام لينكون. وتقتبس المقالة من قسيس منظمة أبناء جنود الكونفيدرالية (SCV) من أحد ابتهالاته حيث يذكر «آخر حضارة مسيحية حقيقية على وجه الأرض». كما تذكر المقالة استضافة موقع الويب LewRockwell.com لمجموعة من المقالات المضادة للينكون، الأمر الذي أدى إلى أن يقوم ماركوس إبيستين، مؤسس نادي روبرت تافت، بمقارنة أساليب مركز قانون الفقر الجنوبي بتلك التي تتبعها المكارثية. ولقد ادعى الاستعراض «تبرئة الكونفيدرالية» أن الفيلم جودز اند جينرالز يقدم نظرة تاريخية كاذبة مساندة للكونفيدرالية. ولقد وصف مايلز كانتور من مجلة الصفحة الأولى (FrontPage Magazine) الاستعراض بأنه «شبكة من التزييف». واتهم النقاد الكونفيدرالية الجديدة بوصفها حركة تهتم بالعرق في الأساس. وبشكل أكثر وضوحًا، تم توجيه هذا الاتهام إلى منظمات أبناء جنود الكونفيدرالية ومجلس المواطنين المحافظين.

## أصول ومبادئ تاريخ «القضية الخاسرة» للحرب الأهلية
إن القضية الخاسرة هو اسم عادةً يطلق على الحركة الأدبية والفكرية التي سعت إلى التوفيق بين المجتمع التقليدي في جنوب الولايات المتحدة وانهزام الولايات الكونفيدرالية الأمريكية في الحرب الأهلية الأمريكية التي دارت بين عامي 1861-1865. وهؤلاء الذين أسهموا في الحركة كانوا يميلون إلى تصوير قضية الكونفيدرالية بوصفها غاية في النبل وغالبية قادة الكونفيدرالية بوصفهم نموذجًا لميثاق الشهامة العتيق، والذين تم هزيمتهم على يد جيوش الاتحاد ولكن ليس نتيجة لمهارات عسكرية أفضل بل نتيجة للقوة الكاسحة. وهم يعتقدون بأن تاريخ الحرب الأهلية الشائع ما هو إلا «تاريخ مزيف». ويمليون أيضًا إلى إدانة عصر إعادة الإعمار.
مازالت منظمة أبناء جنود الكونفيدرالية تتحدث على موقعها على الويب حول «ضمان الحفاظ على التاريخ الحقيقي لفترة 1861-1865» وتدعي أن «[الحفاظ] على الحرية والاستقلال كان هو الدافع وراء قرار الجنوب للقتال من أجل الثورة الأمريكية الثانية».
ولقد كتب جايمس ماكفرسون عن أصول جمعية نساء الكونفيدرالية المتحدات ويقول إن «أحد الدوافع الرئيسية لتأسيس الجمعية كان مواجهة» التاريخ المزيف«هذا والذي يعلم أطفال الجنوب أن» آباءهم لم يكونوا فقط متمردين بل أيضًا مرتكبون لجميع الجرائم المذكورة في الوصايا العشر"." ويدور غالبية ما تسميه الجمعية «تاريخ مزيف» حول الدور الذي لعبته العبودية في الانفصال والحرب. ولقد كتب قسيس جنود الكونفيدرالية المتحدون، والتي كانت تسبق أبناء جنود الكونفيدرالية، في عام 1898 أن كتب التاريخ كما هي مكتوبة حاليًا قد تؤدي بأطفال الجنوب إلى «الاعتقاد بأننا حاربنا لإبقاء العبودية» وسيؤدي إلى «إلصاق وصمة عار الرغبة في العبودية والنضال من أجلها بالجنوب... وسيسجل جنود الجنوب في التاريخ وقد شوهت سمعتهم». وبالإشارة إلى دعوة منظمة أبناء جنود الكونفيدرالية عام 1932 لاستعادة «نزاهة تاريخنا»، يلاحظ ماكفرسون أن «السعي وراء نزاهة التاريخ يظل حيويًا حتى يومنا هذا، الأمر الذي سيشهد به أي مؤرخ يعمل في المجال».
في العقد العاشر من القرن العشرين، قادت ميلدريد روثرفورد، المؤرخة العامة لجمعية نساء الكونفيدرالية المتحدات، الهجوم على الكتب المدرسية التي لم تطرح نسخة «القضية الخاسرة» للتاريخ. ولقد جمعت روثرفورد «مجموعة هائلة» تضمنت «مسابقات مقالية عن مجد كو كلوكس كلان والإشادة الشخصية بالعبيد المخلصين». وخلص المؤرخ دايفيد بلايت إلى أن «جميع أعضاء الجمعية وقادتها لم يكونوا عنصريين بدرجة روثرفورد، ولكن الجميع، من أجل الوصول إلى أمة موحدة، شاركوا في مسعى أثر بشدة على الرؤية الخاصة بسيادة البيض لذكرى الحرب الأهلية».
يشير المؤرخ آلان نولان إلى القضية الخاسرة بوصفها «تبرير وتستر». فبعد وصفه للدمار الذي نتج عن الحرب في الجنوب، يقول نولان:
| الكونفيدرالية الجديدة | Leaders of such a catastrophe must account for themselves. Justification is necessary. Those who followed their leaders into the catastrophe required similar rationalization. Clement A. Evans, a Georgia veteran who at one time commanded the United Confederate Veterans organization, said this: "If we cannot justify the South in the act of Secession, we will go down in History solely as a brave, impulsive but rash people who attempted in an illegal manner to overthrow the Union of our Country." | الكونفيدرالية الجديدة |

ويعبر نولان أيضًا عن رأيه حول الأساس العنصري لأسطورة القضية الخاسرة:
| الكونفيدرالية الجديدة | The Lost Cause version of the war is a caricature, possible, among other reasons, because of the false treatment of slavery and the black people. This false treatment struck at the core of the truth of the war, unhinging cause and effect, depriving the United States of any high purpose, and removing African Americans from their true role as the issue of the war and participants in the war, and characterizing them as historically irrelevant. | الكونفيدرالية الجديدة |

ويلاحظ المؤرخ دايفيد جولدفيلد:
| الكونفيدرالية الجديدة | If history has defined the South, it has also trapped white southerners into sometimes defending the indefensible, holding onto views generally discredited in the rest of the civilized world and holding on the fiercer because of that. The extreme sensitivity of some southerners toward criticism of their past (or present) reflects not only their deep attachment to their perception of history but also their misgivings, a feeling that maybe they've fouled up somewhere and maybe the critics have something. | الكونفيدرالية الجديدة |

عندما تم سؤال بروكس دي سيمبسون، الأستاذ الجامعي المتخصص في الحرب الأهلية في جامعة ولاية أريزونا والمؤرخ لها، حول «تحريف التاريخ الكونفيدرالي الجديد» والأشخاص وراء هذا التحريف، قال:
إن هذه هي محاولة نشطة لإعادة تشكيل الذاكرة التاريخية، وهي جهود سكان الجنوب من البيض للعثور على تبريرات تاريخية لأفعال تحدث في اليوم الحاضر. ولقد استوعب إيديولوجيين الحركة الكونفيدرالية الجديدة أنهم إذا تحكموا في كيفية تذكر الأفراد للماضي، فسيتحكمون في كيفية تعاملهم مع الحاضر والمستقبل. وبصورة جوهرية، يعد ذلك حرب مقصودة للفوز بالذاكرة والتراث والتحكم فيهما. وهو مسعى للمشروعية، والمسعى الأبدي للتبرير.

## آراء الكونفيدرالية الجديدة والحزب الجمهوري
وكتبت المؤرخة نانسي ماكلين أنه «منذ ستينيات القرن العشرين أصبح حزب لينكون ملجأ للكونفيدرالية الجديدة. ولقد أصبح الحزب الجمهوري، الذي كان يفخر بإنقاذه للاتحاد، ملجأ لهؤلاء الذين يحتفون بالجنوب الذي يسمح باقتناء العبيد ويضفون الطابع الرومانسي على جنوب جيم كرو.» إن هذا الاعتناق لآراء الكونفيدرالية الجديدة ليس بشأن العرق حصريًا وإنما متصل أيضًا بإدراك سياسي نفعي بأن «إضفاء الطابع الرومانسي بأثر رجعي على الجنوب القديم» والانفصال يطرح موضوعات محتملة عديدة يمكن استخدامها في محاولات المحافظين لعكس التغيرات القومية التي بدأت بواسطة نيو ديل.
وبعد خسارة باري جولدووتر في الانتخابات الرئاسية لعام 1964 وفوز حركة الحقوق المدنية، قام القادة المحافظين بإبعاد أنفسهم عن القضايا العنصرية ولكنهم استمروا في دعم نسخة «لا تفرق على أساس العرق» من الكونفيدرالية الجديدة. وتكتب ماكلين أن «السياسيين الجمهوريين المحافظين التابعين للتوجه السائد في القرن الحادي والعشرين استمروا في ربط أنفسهم بقضايا ورموز ومنظمات مستوحاة من اليمين الكونفيدرالي الجديد».
إن الوضع الحالي على النقيض من الرأي القائل بأن العديد من الكونفيدراليين الجدد كانت لديهم مخاوف بشأن الحزب الجمهوري قبل الستينيات من القرن العشرين. وفي مقالة في ساذرن ميركوري (Southern Mercury) بعنوان «الحزب الجمهوري: أحمر منذ البداية» (Republican Party: Red From the Start)، يعتقد كاتب العمود المحافظ آلان ستانج بوجود مؤامرة شيوعية في الحزب الجمهوري في منتصف القرن التاسع عشر. وهو يزعم أن ثوار 1848 في أوروبا كانوا شيوعيين وأن بعض هؤلاء الثوار جاءوا إلى أمريكا بعد فشل ثورة 1848 لينشروا نوع من الأجندة الشيوعية في الولايات المتحدة. يقول ستانج:

... لم يفهم كل من لي وجاكسون ما كانوا يحاربونه بشكل تام. فإذا كانت هذه حقًا حربًا "أهلية"، فبدلاً من الانفصال، كانوا سيتمكنون وسيقومون بسهولة بالاستيلاء على واشنطن بعد ماناساس وشنق أول رئيس شيوعي ومجرمين الحرب الآخرين".

واقتباس آخر:

ولذلك، مرة أخرى، لم «يخفق» الحزب الجمهوري. فلقد كان الأمر فاشلاً منذ البداية. فلم يتم وصفه بأي وصف غير الشيوعية. ووصف الولايات الجمهورية «بالولايات الحمراء» مناسب للغاية.

ولقد قام مؤخرًا اثنان من الكونفيدراليين الجدد، والتر دونالد كيندي وآل بينسون بنشر الكتاب «الجمهوريين الشيوعيين وماركسيي لينكون: الماركسية في الحرب الأهلية» (Red Republicans and Lincoln's Marxists: Marxism in the Civil War)، والذي يقولان فيه بأن لينكون والحزب الجمهوري كانوا متأثرين بالماركسية.